# Флаг Керчи
Флаг Керчи является одним из основных (наряду с гербом и гимном) символов города. Флаг утверждён на сессии городского совета 19 октября 1999 года.

## Описание флага
Флаг Керчи представляет собой полотнище, состоящее из семи чередующихся горизонтальных полос (четырёх красных и трёх белых). Отношение высоты полотнища к его длине — 1 к 1,5. Отношение ширины красных полос к ширине белых — 1 к 0,65.

## Трактовка символики
Четыре красных полосы флага символизируют основные периоды в истории города: античность, средневековье, возрождение и современность, а также четыре этноса, созидавших и сохранявших город: скифов, греков, тюрок и славян. Сочетание красного и белого — цветов крови и чистоты, мужества и верности, — также олицетворяет путь города в истории, традиции и героические заслуги.

## История появления
Автор флага города Керчи — архитектор А. А. Сальников, главный архитектор города в 1989—2008 годах.
При разработке флага города Керчи были учтены исторические традиции со времён античности. Выбор был сделан на сочетании красного и белого цвета, характерных для парадных стягов и одежд античных правителей и военачальников. Такими были и паруса античного флота. Корабли флота Пантикапея времён Митридата VI Евпатора имели паруса с красно-белыми полосами.
Кроме того, есть версия привязки флага к архитектурным элементам (плинфы) храма Иоанна Предтечи — одного из древнейших сохранившихся христианских храмов на территории Восточной Европы, расположенного в Керчи. Декоративным украшением храма является четырёхрядная кладка краснокирпичной плинфы, которая помимо декоративной несла также антисейсмическую армирующую функцию.